# Корчеватое

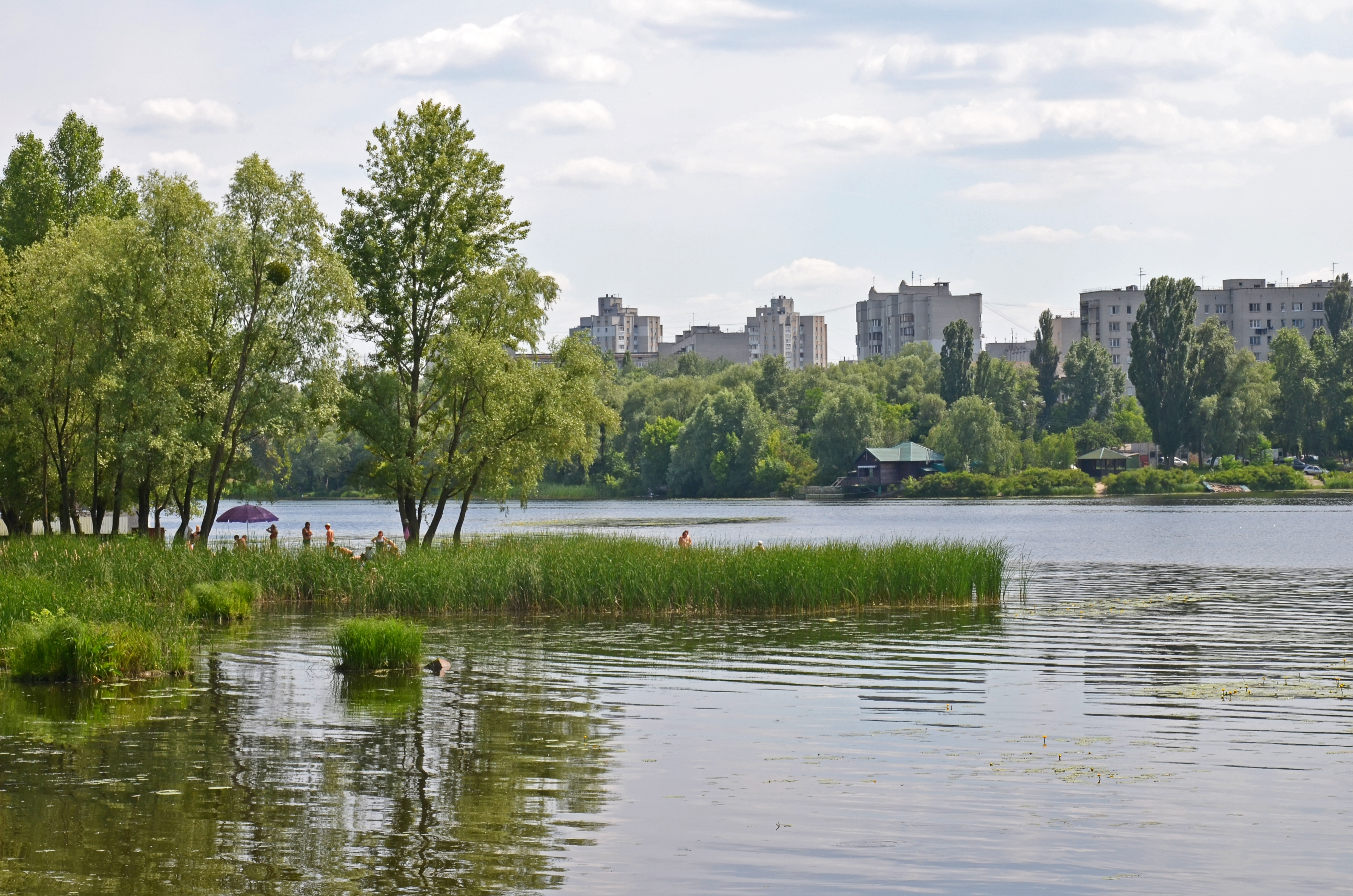
Корчеватое со стороны Галерного залива

Корчева́тое (укр. Корчува́те) — историческая местность на территории Голосеевского района города Киева. Корчеватое располагается между улицей Пироговский шлях, Столичным шоссе, железнодорожными станциями «Проспект Науки», «Имени Петра Кривоноса», Галерным заливом реки Днепр и Жуковым островом. Является составной частью исторической местности Голосеев. Граничит с исторической местностью Китаев. 

## Происхождение названия
Слово «корчи» обозначает выкорчеванные деревья. Земля раньше очищалась под пашни от леса очень просто: деревья вырубали, а затем выкорчёвывали пни и вырывали корни.

## История местности
Во второй половине XIX века Корчеватое упоминалось как хутор, которым владел Выдубицкий монастырь. Рядом с поселением находились кирпичные заводы и Корчеватская пристань.
Ещё одна легенда: на Корчеватом располагались густые языческие леса на берегу Днепра, а Корчеватое возникло в результате выкорчёвывания части лесного массива.

## Инфраструктура
Корчеватое делится на первое и второе. Второе Корчеватое более развито. Здесь проживает около 7000 жителей. В микрорайоне расположены:
- Средняя школа.
- Детский сад-ясли.
- Колледж Национальной Академии Педагогических наук Украины.
- Городской клуб юных моряков.
- Поликлиника семейной медицины.
- Станция скорой медицинской помощи.
- Детская библиотека.
- Почтовое отделение Киев-45.
- 2 бювета артезианской воды.
- Аптеки.
- Торговые и обслуживающие предприятия.
- Предприятия строительного направления.
- Пляжный комплекс.

## Исторические духовные персоналии
Рядом с храмом расположена знаменитая Китаевская пустынь — древний Киевский монастырь, который в 1776 году посетил 22-летний юноша Прохор Мошнин из Курска. Известный монах-девица Досифей указал молодому человеку на Саровскую пустынь в Дивеево, как место, куда ему следует отправиться для монашеского пострига. В 1786 году Прохор выполнил эти наставления и вошёл в мировую православную историю как величайший русский святой Серафим Саровский.
Верующие Корчеватого бережно сохраняют память об этом событии, поскольку знаменитый святой во время пребывания в Китаевской пустыни проживал в семьях верующих хутора Корчеватого, непосредственно примыкающего к Китаевским пещерам, где и монашествовал постоянно известный монах-девица Досифей.

## Экология
Корчеватое является единственным жилым микрорайоном Киева, расположенном непосредственно на берегу залива Днепра. Ежегодно часть улицы Набережно-Корчеватской подвергается затоплению во время весенних половодий.